# فرودگاه محلی واکو
فرودگاه محلی واکو  (به انگلیسی: Waco Regional Airport) (به زبان بومی: Blackland AAF) یک فرودگاه همگانی باربری با کد یاتا ACT است که یک باند فرود آسفالت دارد و طول باند آن ۲۰۱۰ متر است. این فرودگاه در شهر ویکو، تگزاس کشور ایالات متحده آمریکا قرار دارد و در ارتفاع ۱۵۷ متری از سطح دریا واقع شده است.

## شرکت‌های هواپیمایی و مقصدهای پروازی

### مسافری
| شرکت‌های هواپیمایی | مقصدهای پروازی |
| ----------------- | -------------- |
| امریکن ایگل       | دالاس-فورت ورث |

### باری
| شرکت‌های هواپیمایی | مقصدهای پروازی |
| ----------------- | -------------- |
| Ameriflight       | دالاس-فورت ورث |